# Jesús Urríos Pérez
Jesús Urríos Pérez (Villajoyosa, 22 de febrero de 1880 - 1936) fue un abogado y político español. Inicialmente fue el jefe del sector romanonista del Partido Liberal en Villajoyosa, pero su candidatura fue derrotada por la de José Jorro Miranda en las elecciones generales de España de 1914. Después, este le convenció de pasarse al Partido Conservador, con el que fue elegido diputado por el distrito de Orihuela en las elecciones generales de España de 1920. Al proclamarse la Segunda República Española de unió al partido de Niceto Alcalá Zamora, pero en 1935 lo dejó para unirse al Partido Republicano Independiente de Alicante de Joaquín Chapaprieta Torregrosa. Al estallar la guerra civil española fue detenido en Valencia, llevado a Villajoyosa y asesinado en el Mascarat en septiembre de 1936 junto a dos de sus sobrinos.